# کارین فوربز
کارین فوربز (انگلیسی: Karyn Forbes؛ زادهٔ ۲۷ اوت ۱۹۹۱) بازیکن فوتبال اهل ترینیداد و توباگو است.
وی همچنین در تیم‌های ملی فوتبال Trinidad and Tobago women's national football team بازی کرده‌است.